# Chōjun Miyagi
Pour les articles homonymes, voir Miyagi.
Chōjun Miyagi (宮城 長順, Miyagi Chōjun, 25 avril 1888 à Naha, Okinawa - 9 octobre 1953) était un maître de karaté, fondateur du style Goju-Ryu.

## Biographie
Il naît au sein d'une famille de riche commerçants. À l'âge de trois ans, il fut adopté par son oncle qui en fit son héritier. Le prénom de Chōjun fut choisi par un vieil ami intime de son grand-père. Ses parents adoptifs, déjà d'un âge avancé, avaient un commerce d'importation de médicaments de Chine et étaient les fournisseurs de la famille royale ainsi que de toutes les familles nobles de l'île. Cela lui permettra de se consacrer entièrement plus tard à l'étude et au développement du karaté d'Okinawa sans le moindre souci d'ordre matériel. 
Au moment où il rentre au lycée, il commença donc à étudier l'art martial sous la direction de Kanryo Higaonna, le fondateur du Naha-Te. Maître Chojun s'entraîna avec une extrême assiduité et fut l'un des rares disciples laissés par Higaonna. À la mort du Maître en 1915, c'est lui qui reprend la tête de l'école et jettera cinq ans plus tard les bases du Goju-ryu. 
En 1921, le prince héritier Hirohito fit escale à Okinawa et une démonstration d'arts martiaux fut organisée pour l'occasion au château de Shuri. Tous les Maîtres du Tode y participèrent. Chōjun Miyagi était aux nombres des karatékas présents. Il sentit que l'art d'Okinawa pouvait déborder l'île et intéresser l'Empire du Soleil levant. Cette même année, il avait rencontré Maître Jigoro Kano, le fondateur du Judo, qui, en 1921 avait déjà invité Gichin Funakoshi (le fondateur du Shotokan à venir faire des démonstrations au Kodokan (Japon). Maître Kano est séduit par la pratique de Chōjun Miyagi et fera plusieurs visites sur l'île d'Okinawa. Chojun Miyagi se mit alors à vouloir implanter le Naha-te au Japon et à le faire reconnaître comme étant une discipline "Budo" au même titre que le Judo ou le Kendo. Il rejoignait alors le projet que Gichin Funakoshi (pratiquant du Shuri-te) caressait depuis 1922 sans trop de réussite. Afin de travailler à cet objectif, Funakoshi avait déjà même japonisé le "To-te" dont les kanji signifiaient "main de Chine" pour le faire appeler "Karaté", "main vide" ce qui sonnait beaucoup plus japonais, et aussi et surtout pour supprimer la "référence à la Chine", ce qui se faisait dans tous les domaines depuis la fin de la guerre sino-japonaise.
En 1928, Chōjun Miyagi se rendit donc à Kyōto pour y étudier la possibilité d'étendre le "Karaté" en région centrale du Japon. Il y effectua de nombreuses démonstrations, notamment dans les universités. Mais devant l'accueil très réservé du public, il comprit que la démarche de Gichin Funakoshi et la sienne ne serait pas fort aisée vu le caractère hermétique de la culture martiale japonaise. La reconnaissance du karaté comme étant une discipline "Bushido" ne dépendait, en fait, de l'acceptation du Dai Nippon Butokukai, organisme d'État japonais créé dans le but de contrôler tous les arts martiaux du pays. Le gouvernement militariste japonais avait réuni à l'époque dans cet organisme tous les plus grands Maîtres des différentes disciplines du pays. Il attendait d'eux la formation des pratiquants au seuil esprit "Bushido"... et à cet esprit seulement. 
En 1929, le Dai Nippon Butokukai organisa une grande démonstration d'arts martiaux afin de célébrer l'avènement de l'Empereur Shōwa. Chōjun Miyagi chargea un de ses meilleurs élèves, Jinan Shinzato, de le remplacer. Lors de cet événement, les Maîtres japonais très intéressés avaient demandé à Shinzato comment se nommait le nom de son école de Karaté. ce dernier répondit : Anko-Ryu, ce qui signifie l'école "semi-dure". Lorsqu'il retourna à Okinawa, il raconta cette histoire à Chojun Miyagi qui, fort amusé, décida d'appeler son style le Goju-ryu. L'école du DUR (Go) et du SOUPLE "JU" était née.
En 1933, Chōjun Miyagi fut convié à faire une démonstration au palais du Butokuden, le haut lieu du Dai Nippon Butokukai, devant tous les Maîtres présidant aux destinées de l'art Budo. Tous avaient déjà assisté à des démonstrations de karaté présentées par Gichin Funakoshi qui n'avait malheureusement pas engrangé de résultats très probants.

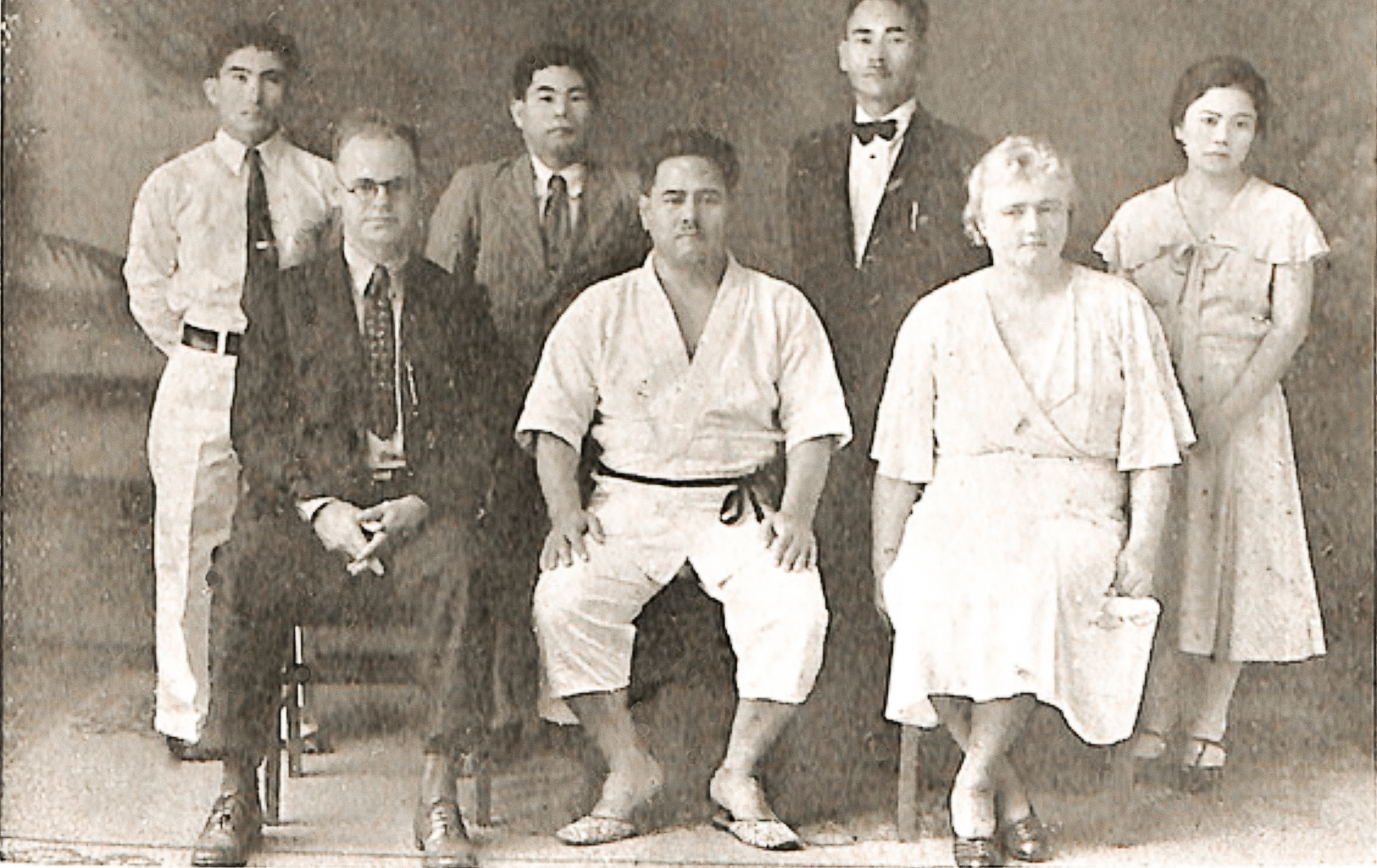
Miyagi Chojun in Hawaii (1934 or 35)

En 1935, il se présenta pour l'examen officiel de Maître Bushido devant ces mêmes autorités du Dai Nippon Butokukai. C'était la première fois qu'un maître de karaté faisait cette démarche. Il obtint le titre de Kyoshi, le plus haut titre qui sera jamais donné à l'époque à aucun maître de karaté présentant cet examen. 
Maître Miyagi parlait pendant des heures des origines chinoises du karaté, de ses liens avec le bouddhisme, mais aussi de l'enracinement du karaté dans la culture d'Okinawa. Il comparait le Goju-ryu à un Saule pleureur : " Quand le vent souffle avec violence, les branches volent dans tous les sens, mais demeurent intactes, tandis que le tronc, bien planté dans le sol, résiste".